# Jadramakunti, Bagalkot
Jadramakunti là một làng thuộc tehsil Bagalkot, huyện Bagalkot, bang Karnataka, Ấn Độ.